# たまり漬け

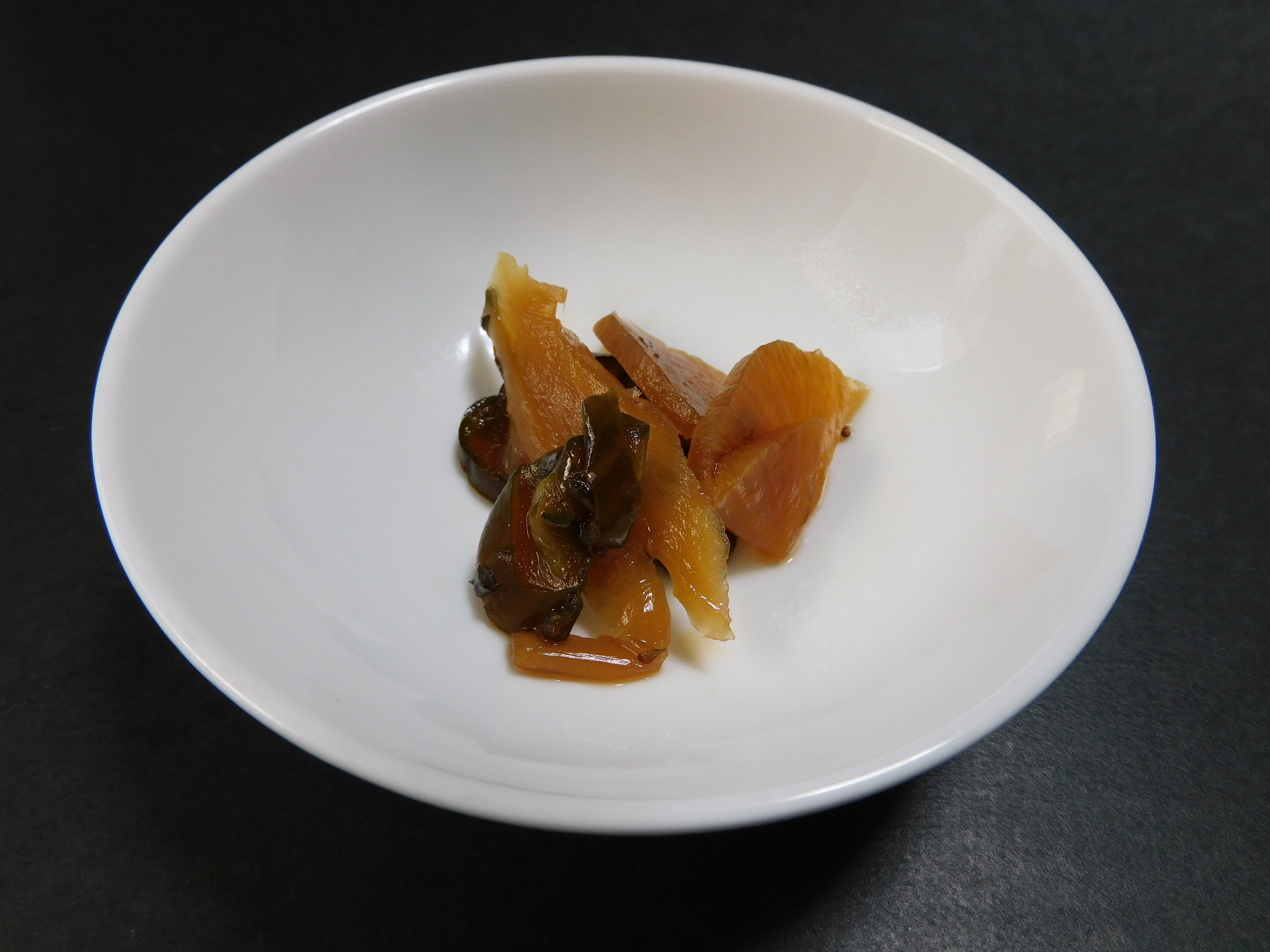
たまり漬け

たまり漬け（たまりつけ、たまりづけ）は、日本の漬物。

## 製法
保存性を高めるためラッキョウ、大根、キュウリ、ナスなどの野菜を先ず塩漬けにする。この塩漬けには、その野菜本来の味や香りを濃縮して保ち、歯ごたえを向上させるという二次的な効果もある。
一定期間（野菜ごとに異なる）漬け込んだ時点で塩抜きをし、たまりや醤油などを主原料とする調味液に漬け込む。本来のたまり漬においては、その原材料の種類や状態に応じた複数の調味液が用意され、異なる調味液による多数回におよぶ漬け替えが行われる。複雑な工程を経て完成される漬物であるため、現在はコストや製造期間の問題からこうした製法で作られるものは高級品に限られている。大量流通を前提として比較的安価で販売されるたまり漬は時間とコストを削減するため、漬け込みは1、2回程度とされる。
さらに、「たまり漬の素」と呼ばれるような市販の調味液による自家製の即製漬物は、本来のたまり漬とは明確に異なるものである。

## 歴史
たまり漬けの主原料のひとつである、たまりは味噌の製造の過程で生産される副産物である。

味噌の語源は「未だ醤ならざるもの」の未醤という説がある。栃木県地方にはかつて未醤を彷彿させる「振り分けたまり」と呼ばれる調味料があった。これは故意に水分濃度を高くして仕込んだ味噌である。その上澄みは醤油の代用となり、また固形物は味噌の代用となった。
味噌の上澄みはすなわち「たまり」で、この「たまり」に種々の野菜を漬け込む風習が栃木県地方には伝えられてきた。この、かつては一般家庭で小規模に作られてきた地方独特の漬物を1940年代後半に商品化したのが、栃木県今市市（現日光市）の上澤梅太郎商店で、現在は地域の特産品となっている。

## 利用
長期間熟成の「たまり漬け」は栃木県地方の嗜好を反映し、塩分濃度は総じて高い。その塩分濃度を和らげるため薄く刻み、米飯のおかずや、あるいはお茶うけとして用いられる。また昨今はその独特の風味から、これを料理の原材料として用いる例も目立ち、多くのレシピが考案されている。